# Bobby Helms
Bobby Helms, all'anagrafe Robert Lee Helms, (Bloomington, 15 agosto 1933 – Martinsville, 19 giugno 1997), è stato un cantante statunitense, noto principalmente per essere stato il primo ad aver inciso il celebre brano natalizio Jingle Bell Rock.

## Biografia
Già negli anni cinquanta si cimentava nel mondo della musica insieme al fratello Freddie, con il quale aveva creato il duo musicale The Helms Brothers, che raggiunse la notorietà nei dintorni Bloomington, zona d'origine dei due fratelli.
Ha debuttato come solista nel 1955 con il singolo Yesterday's Lovin', a cui sono seguiti altri brani come Freedom Lovin' Guy e Tennessee Rock and Roll, del 1956. Ha tuttavia raggiunto il grande successo nel 1957 con Jingle Bell Rock, brano uscito in occasione del Natale e divenuto un importante classico natalizio nei decenni a venire, che vanta una quantità innumerevole di cover da parte di altrettanti artisti. La stessa versione di Bobby Helms, a distanza di anni, entra regolarmente nelle classifiche musicali di vendita mondiali in occasioni delle festività, raggiungendo nel 2009 la vetta della classifica statunitense dedicata ai brani musicali natalizi istituita proprio quell'anno. Nello stesso anno il cantante ha riscosso successo anche con i brani Fraulein e My Special Angel che, al contrario della nota Jingle Bell Rock, hanno raggiunto la vetta della classifica statunitense riservata ai brani musicali country. Contemporaneamente è uscito anche il suo primo album, To My Special Angel.
Particolarmente attivo tra la fine degli anni cinquanta e gli anni sessanta, ha pubblicato numerosi altri singoli come, tra i tanti, Jacqueline, Lonely River Rhine e He Thought He'd Die Laughing, che tuttavia non hanno bissato i risultati dei brani usciti nel 1957. Nel corso della sua carriera ha pubblicato anche diversi album tra cui All New Just for You, Before Your Heartaches Begin e Greatest Performance.
Gli ultimi suoi lavori, i singoli Dance with Me e Somebody Wrong Is Lookin' Right, sono stati pubblicati nel 1987 e inclusi nell'album Bobby Helms Country.
Dopo aver vissuto negli anni novanta a Martinsville (Indiana), è morto nel 1997 a causa di un enfisema e di una forma di asma.

## Discografia

### Album in studio
- 1957 - To My Special Angel (Decca Records)
- 1965 - Bobby Helms (Playback Records)
- 1965 - Someone Was Already There (Vocation Records)
- 1966 - I'm the Man (KAPP Records)
- 1966 - Sorry My Name Isn't Fred (KAPP Records)
- 1967 - Bobby Helms Sings Fraulein (Harmony Records)
- 1967 - Jingle Bell Rock (Forum Records)
- 1968 - All New Just for You (Little Darlin' Records)
- 1969 - My Special Angel (Vocation Records)
- 1983 - Pop-A-Billy (MCA Records)
- 1989 - Bobby Helms Country (Playback Records)

### Singoli
- 1955 - Yesterday's Lovin'
- 1955 - Freedom Lovin' Guy
- 1956 - Tennessee Rock and Roll
- 1957 - Fraulein
- 1957 - My Special Angel
- 1957 - Jingle Bell Rock
- 1958 - Just a Little Lonesome
- 1958 - Jacqueline
- 1958 - Borrowed Dreams
- 1959 - The Fool and the Angel
- 1959 - New River Train
- 1959 - I'll Guess I'll Miss the Prom
- 1959 - No Other Baby
- 1959 - Hurry Baby
- 1960 - Someone Was Already There
- 1960 - I Want to Be with You
- 1960 - Lonely River Rhine
- 1961 - Sad Eyed Baby
- 1961 - How Can You Divide a Little Child
- 1962 - One Deep Love
- 1962 - Then Came You
- 1964 - It's a Girl
- 1967 - He Thought He'd Died Laughing
- 1968 - The Day You Stop Loving Me
- 1968 - I Feel You, I Love You
- 1968 - Touch My Heart
- 1969 - My Special Angel
- 1969 - So Long
- 1969 - Echoes and Shadows
- 1970 - Mary Goes 'Round
- 1970 - Magnificent Sanctuary Band
- 1970 - Just Hold My Hand and Sing
- 1971 - He Gives Us His Love
- 1971 - Hand in Hand with Love
- 1972 - It's the Little Things
- 1972 - It's Starting to Rain Again
- 1974 - That Heart Belongs to Me
- 1974 - Work Things Out with Annie
- 1975 - Baby if I Could Make It Better
- 1976 - Every Man Must Have a Dream
- 1976 - You
- 1977 - Before My Heartachase Came
- 1978 - I'm Gonna Love the Devil Out of You
- 1978 - I'm Not Sorry
- 1979 - One More Dollar for the Band
- 1983 - Tears Ago
- 1983 - I'm Drinking It Over (With My Friend Jim Beam)
- 1984 - It's Raining Boners
- 1987 - Dance with Me
- 1987 - Somebody Wrong Is Lookin' Right